# Andreas Müller (Franziskaner)
Andreas Müller OFM (* 25. Mai 1931 in Boll als Johannes Müller; † 3. Februar 2020 in Fulda) war Franziskaner und Gründer der „Missionszentrale der Franziskaner“ (MZF).

## Leben
Johannes Müller wurde am 25. Mai 1931 im Weiler Ilgental, Ortsteil Boll (ein heutiger Teilort der Gemeinde Sauldorf im Landkreis Sigmaringen) geboren. Er ging in Boll, Sigmaringen und Riedlingen zur Schule und war Mitglied im Bund Neudeutschland. Im Jahr 1953 trat er nach dem Besuch des Kreisgymnasiums Riedlingen in die Thüringische Provinz des Franziskanerordens ein, erhielt den Ordensnamen Andreas und studierte Philosophie und Theologie in Sigmaringen und Fulda. Er legte dort am 21. April 1957 seine feierliche Profess ab.
Nach seiner Priesterweihe am 5. April 1959 durch Weihbischof Adolf Bolte war er zunächst für den Franziskanerorden als Wallfahrtseelsorger, Volksmissionar und Missionsprokurator tätig.
1969 gründete er zusammen mit Mitbrüdern die „Missionszentrale der Franziskaner“ in Bad Godesberg. Dabei war ihm der Auftrag des II. Vatikanischen Konzils ein wichtiger Impuls, sich weltweit um die Ärmsten der Armen zu kümmern. Er hegte große Sympathie für die Theologie der Befreiung, die in Lateinamerika auch von Franziskanern praktiziert wurde. Die Missionszentrale kümmert sich seit der Gründung in über 60 Ländern um die Ärmsten der Armen. Bis 2008 flossen durch Vermittlung der Organisation mehrere 100 Millionen Euro in die ärmsten Länder.
Andreas Müller war unter anderem Vorsitzender der „Arbeitsgemeinschaft der Prokuratorinnen und Prokuratoren der missionierenden Orden und Gemeinschaften der Bundesrepublik Deutschland“ und Mitglied im Vorstand des Internationalen Instituts für missionswissenschaftliche Forschungen.
Am 6. Mai 2002 wurde Andreas Müller mit einem Fest in der Stadthalle Bad Godesberg als Leiter der Missionszentrale verabschiedet. Danach war er bis 2010 Geschäftsführer des internationalen Fernkurses für Franziskanische Spiritualität (Comprehensive Course on the Franciscan Mission Charism – CCFMC). Schon seit 1982 war er an der Entwicklung und Verbreitung des Fernkurses maßgeblich beteiligt. Seit 2010 war er Ehrenpräsident auf Lebenszeit des CCFMC und engagierte sich ehrenamtlich weiterhin beim CCFMC.

## Veröffentlichungen
- Beitrag der Missionszentrale der Franziskaner (MZF) zur Rezeption der Befreiungstheologie in Deutschland. In: Raúl Fornet-Betancourt (Hrsg.): Befreiungstheologie. Kritischer Rückblick und Perspektiven für die Zukunft. 3. Band. Matthias-Grünewald-Verlag, Mainz 1997, ISBN 3-7867-1956-X, S. 145–162.
- mit Paul Zulehner, Arno Tausch (Hrsg.): Global Capitalism, Liberation Theology and the Social Sciences. An Analysis of the Contradictions of Modernity at the Turn of the Millennium. Nova Science Publishers, Hauppauge 2000, ISBN 1-56072-679-2.